# مدل تیزه-پاسخ
مدل تیزه-پاسخ (به انگلیسی: Spike-Response Model یا SRM) یک مدل ریاضی در علوم اعصاب است که برای توصیف چگونگی تولید و پاسخ نورون‌ها به تیزه‌ها (پالس‌های عصبی) استفاده می‌شود. این مدل به عنوان یک جایگزین ساده‌تر برای مدل‌های پیچیده‌تری مانند مدل هاجکین-هاکسلی شناخته می‌شود و به‌طور گسترده در شبیه‌سازی شبکه‌های عصبی و مطالعه دینامیک نورون‌ها کاربرد دارد. این مدل برای اولین‌بار در دهه ۱۹۹۰ توسط گرستنر (Wulfram Gerstner) و همکارانش معرفی شد. این مدل به عنوان یک چارچوب ریاضی ساده برای توصیف رفتار نورون‌ها توسعه یافت و به سرعت در مطالعات علوم اعصاب و شبکه‌های عصبی مورد استفاده قرار گرفت.
مدل تیزه-پاسخ از دو تابع اصلی استفاده می‌کند:
- تابع پس‌تیزه (Post-Spike Kernel): این تابع، که با نماد η(t) نشان داده می‌شود، تغییرات پتانسیل غشای نورون را پس از تولید یک تیزه توصیف می‌کند. این تابع معمولاً شامل اثرات دوره بازگشت به حالت استراحت (Refractory Period) است.
- تابع پیش‌تیزه (Pre-Spike Kernel): این تابع، که با نماد κ(t) نشان داده می‌شود، پاسخ نورون به تیزه‌های دریافتی از نورون‌های دیگر را توصیف می‌کند. این تابع نشان می‌دهد که چگونه یک تیزه دریافتی بر پتانسیل غشای نورون تأثیر می‌گذارد.

مدل‌های تیزه-پاسخ (SRM)، انباشت-شلیک (Integrate-and-Fire model) و هاجکین-هاکسلی (Hodgkin-Huxley model) سه رویکرد مختلف برای توصیف رفتار نورون‌ها هستند. مدل هاجکین-هاکسلی دقیق‌ترین و پیچیده‌ترین مدل است و با معادلات دیفرانسیل جریان‌های یونی را توصیف می‌کند. مدل‌های انباشت-شلیک ساده‌تر هستند و نورون را به عنوان یک مدار الکتریکی در نظر می‌گیرند که با رسیدن پتانسیل غشا به آستانه، تیزه تولید می‌کند. مدل تیزه-پاسخ بین این دو قرار دارد که پاسخ نورون به تیزه‌های دریافتی و تاریخچه تیزه‌های قبلی را توصیف می‌کند. این مدل‌ها به ترتیب از بیشترین دقت و پیچیدگی (هاجکین-هاکسلی) تا ساده‌ترین و محاسباتی‌ترین (انباشت-شلیک) مرتب می‌شوند، در حالی که مدل تیزه-پاسخ تعادلی بین دقت و سادگی ایجاد می‌کند.

## مدل
توابع پس‌تیزه و پیش‌تیزه به شکل زیر تعریف می‌شوند:
{\displaystyle \eta (t)={\begin{cases}-\alpha e^{-t/\tau },&{\text{if }}t\geq 0\\0,&{\text{if }}t<0\end{cases}}}
{\displaystyle \kappa (t)={\begin{cases}\beta e^{-t/\tau '},&{\text{if }}t\geq 0\\0,&{\text{if }}t<0\end{cases}}}
که در آن α و β دامنه تابع و τ و 'τ ثابت زمانی هستند.
پتانسیل غشای نورون به صورت زیر محاسبه می‌شود:
{\displaystyle V(t)=\sum _{i}\omega _{i}\sum _{t_{i}}\kappa (t-t_{i})+\sum _{t_{f}}\eta (t-t_{f})}
که در آن {\displaystyle t_{i}} زمان تیزه‌های دریافتی و {\displaystyle t_{f}} زمان تیزه زدن نورون است.
همچنین برای حالت زمان پیوسته می‌توان معادله را به شکل زیر نوشت:
{\displaystyle V(t)=\sum _{t_{f}}\eta (t-t^{f})+\sum _{i}\omega _{i}\int _{-\infty }^{t}\kappa (t-t')I(t')dt'}
پتانسیل آستانه {\displaystyle \vartheta (t)} به شکل زیر تعریف می‌شود:
{\displaystyle \vartheta (t)=\vartheta _{0}+\sum _{f}\theta _{1}(t-t^{f})}
که در آن {\displaystyle \vartheta _{0}} آستانه شلیک یک نورون غیرفعال است و {\displaystyle \theta _{1}(t-t^{f})} افزایش آستانه را پس از یک تیزه در زمان{\displaystyle t^{f}} توصیف می‌کند.

## کاربردهای SRM

### شبیه‌سازی شبکه‌های عصبی و مطالعه دینامیک نورون‌ها
مدل تیزه-پاسخ به دلیل سادگی و کارایی محاسباتی، برای شبیه‌سازی شبکه‌های بزرگ نورونی ایده‌آل است. این مدل می‌تواند رفتار نورون‌ها را با دقت قابل قبولی توصیف کند و در مطالعه دینامیک شبکه‌های عصبی، یادگیری و حافظه به کار رود؛ در حالی که از نظر محاسباتی سبک‌تر از مدل‌های پیچیده‌تری مانند هاجکین-هاکسلی است و امکان شبیه‌سازی شبکه‌های با هزاران یا حتی میلیون‌ها نورون را ممکن می‌سازد. همچنین این مدل برای بررسی چگونگی تولید تیزه‌ها و پاسخ نورون‌ها به محرک‌ها استفاده می‌شود. این مدل قادر است اثرات تاریخچه تیزه‌ها (مانند دوره بازگشت به حالت استراحت) را نیز توصیف کند.

### مهندسی نورومورفیک
مدل تیزه-پاسخ در طراحی سیستم‌های محاسباتی (مانند تراشه‌های نورومورفیک، ربات‌های خودکار، و سیستم‌های پردازش سیگنال) الهام‌گرفته از مغز (نورومورفیک) استفاده می‌شود. این سیستم‌ها برای انجام وظایف محاسباتی با کارایی بالا و مصرف انرژی کم طراحی شده‌اند. مزیت این مدل در امکان پیاده‌سازی آن به دلیل سادگی است.

### مدل‌سازی یادگیری و پلاستیسیته
مدل تیزه-پاسخ می‌تواند برای مطالعه مکانیسم‌های یادگیری و پلاستیسیته سیناپسی (تغییر در قدرت سیناپس‌ها) استفاده شود. این مدل قادر است تغییرات در وزن سیناپسی را بر اساس فعالیت نورون‌ها توصیف کند.

### مدل‌سازی بیماری‌های عصبی
مدل SRM برای مطالعه بیماری‌های عصبی و اختلالات مغزی استفاده می‌شود (صرع، پارکینسون، و سایر اختلالات عصبی). این مدل با امکان شبیه‌سازی شرایط پاتولوژیک می‌تواند اثرات تغییرات در پارامترهای نورونی (مانند تغییر در پتانسیل غشا یا وزن سیناپسی) را بررسی کند.

## پیوندها
- مدل تیزه-پاسخ, فصل ۶٫۴ کتاب دینامیک عصبی
- 'آستانه نرم' و نویز فرار، فصل ۹ کتاب دینامیک عصبی
- مدل تیزه-پاسخ, از Scholarpedia[۵]